# Minúscula 157
Minúscula 157 (en la numeración Gregory-Aland), ε 207 (Soden) es un manuscrito griego en minúsculas sobre pergamino. De acuerdo con el colofón está fechado en el año 1122. Anteriormente la fecha fue descifrada erróneamente como ¿1128? (Gregory, Thompson). Tiene contenido complejo y está lleno de marginales.

## Descripción
El códice contiene el texto completo de los cuatro Evangelios en 325 hojas de pergamino (tamaño de 18,6 cm por 13,6 cm). El texto está escrito en una columna por página, en 22 líneas por página.
El texto se divide de acuerdo a los κεφαλαια (capítulos), cuyas tablas se dan antes de cada Evangelio (tablas de contenido), con los números al margen del texto, y sus τιτλοι (títulos) de los κεφαλαια en la parte superior de las páginas. No hay una división de acuerdo a los cánones de Eusebio, aunque sus tablas se colocan al principio.
Contiene la Epistula ad Carpianum, prolegómenos, equipamiento de leccionario, suscripciones al final de cada Evangelio, adornos e imágenes en bermellón y oro. El Evangelio de Juan es precedido por el retrato de Juan el Evangelista con Prócoro.
Tiene el célebre Colofón de Jerusalén («copiado y corregido de los antiguos manuscritos de Jerusalén conservados en la Montaña Sagrada») al final de cada uno de los Evangelios. Está muy bien escrito.

## Texto
Aunque el manuscrito fue hecho para el Emperador, su texto no es el bizantino estándar, sino una mezcla de tipos de texto con un fuerte elemento alejandrino. Sus lecturas a menudo están de acuerdo con el Codex Bezae, con algunas afinidades con el Diatessaron, y al texto de Marción de Lucas (Evangelio de Marción).
Hermann von Soden lo clasifica como  Is (junto con los códices 235, 245, 291, 713, 1012). Aland lo colocó en la Categoría III.
Según el Perfil del Método de Claremont representa a la familia textual Kx en Lucas 1; en Lucas 10 se mezcla con cierta relación con el texto alejandrino; en Lucas 20 sigue el texto alejandrino.
En Mateo 6:13 tiene un final inusual de la oración del Señor:
ὅτι σοῦ ἐστιν ἡ βασιλεία καὶ ἡ δύναμις καὶ ἡ δόξα, τοῦ πατρὸς καὶ τοῦ υἱοῦ καὶ τοῦ ἁγίου πνεύματος εἰς τοὺς αἰῶνας. ἀμήν (Porque tuyo es el reino, el poder y la gloria, del Padre y del Hijo y del Espíritu Santo por los siglos. Amén.)
Este final lo tienen únicamente otros dos manuscritos: 225 y 418.
En Mateo 13:15 lee: Ἰωσῆ (José), la lectura es apoyada por los manuscritos: 118 700* 1071 syrh cobomss.
No incluye los textos de Mateo 16:2b-3 y la perícopa de la adúltera (Juan 7:53-8:11).

## Historia
Fue escrito en 1122 para Juan Porfirogénito (1118-1143). El manuscrito perteneció a la Biblioteca Ducal en Urbino, y fue llevado a Roma por el papa Clemente VII (1523-1534).
En 1788 Andreas Birch hizo un facsímil. De acuerdo a Birch es el manuscrito más importante del Nuevo Testamento, exceptuando al Codex Vaticanus. Fue examinado por Scholz, estudiado por Hoskier. C. R. Gregory lo vio en 1886. Scrivener señaló que este códice con frecuencia concuerda con los códices: Vaticanus, Beza, Regius, 69, 106, y sobre todo con 1.
Se encuentra actualmente en la Biblioteca del Vaticano (Urbinas gr. 2), en Roma.

## Lectura adicional
- Herman C. Hoskier (1913). «Evan. 157». JTS XIV. pp. 78-116, 242-293, 359-384.
- Burnett Hillman Streeter (1937). «Codices 157, 1071 and the Caesarean Text». En Lake F/S. Londres. pp. 149-150.
- Edward Maunde Thompson. An Introduction to Greek and Latin Paleography. pp. 246, 248. (plate 68).